# دانشگاه بامبرگ
دانشگاه بامبرگ دانشگاهی در شهر بامبرگ در آلمان است.

## رشته‌های دانشگاهی
- علوم اجتماعی
- علوم انسانی
- علوم رایانه
- اقتصاد
- باستان‌شناسی
- روان‌شناسی

## همکاری با سایر دانشگاه‌ها
این دانشگاه با سایر دانشگاه‌های دنیا همکاری در برنامه‌های آموزشی دارد.